# Kōtarō Nakamura
Kōtarō Nakamura (中村 孝太郎, Nakamura Kōtarō) (28 août 1881 - 29 août 1947) est un général de l'armée impériale japonaise qui fut brièvement ministre de la Guerre pendant 7 jours en 1937.

## Biographie
Né dans la préfecture d'Ishikawa, Nakamura est scolarisé dans des écoles militaires préparatoires dans sa jeunesse et sort diplômé de la 13e promotion de l'académie de l'armée impériale japonaise en 1901 puis de la 21e promotion de l'école militaire impériale du Japon en 1909 où parmi ses camarades de classe se trouvent Hisaichi Terauchi et Yoshijirō Umezu. 
Nakamura sert ensuite à divers postes administratifs à l'État-major de l'armée impériale japonaise pendant presque toute sa carrière. Il est attaché militaire en Suède de 1920 à 1921.
Promu lieutenant-colonel, Nakamura est affecté à la tête du 67e régiment d'infanterie de 1922 à 1923. Il retourne à l'État-major de 1923 à 1927. En 1927, il est promu major-général et commande la 39e brigade d'infanterie. De 1929 à 1930, il est chef d'État-major de l'armée japonaise de Corée.
Nakamura sert comme chef du bureau du personnel à l'État-major de 1930 à 1932. Il retourne sur le terrain comme commandant de l'armée japonaise de garnison de Chine en 1932 puis est promu peu après lieutenant-général. En 1934, il devient commandant de la 8e armée. Il est rappelé à Tokyo en décembre 1935 pour devenir vice-inspecteur général de l'entraînement militaire.
Du 2 au 7 février 1937, Nakamura est brièvement ministre de la Guerre pendant sept jours dans le gouvernement de Senjūrō Hayashi.
Par la suite, Nakamura est nommé commandant de l'armée du district de l'Est et est promu général en 1938. Il est ensuite commandant de l'armée japonaise de Corée de 1938 à 1941.
En 1941, et jusqu'à son retrait en 1943 pour raisons de santé, Nakamura est membre du conseil suprême de guerre. Il meurt peu après la fin de la Seconde Guerre mondiale le 29 août 1947.